# Nedjemibre
Nedjemibre (Nedjem-ib-Re)  war der Thronname eines altägyptischen Königs (Pharaos) der 13. Dynastie (Zweite Zwischenzeit). Er regierte um 1736 v. Chr.
Dieser Herrscher ist bisher nur aus der Turiner Königsliste bekannt, in der er als 11. Herrscher aufgelistet ist. Nedjemibre werden zwar zwei Skarabäen aus der Gegend um Memphis bzw. Jericho oder Hebron zugeschrieben, jedoch ist diese Zuordnung nicht gesichert.